# Priolo Gargallo
Priolo Gargallo (u Priolu in siciliano) è un comune italiano di 11 066 abitanti del libero consorzio comunale di Siracusa in Sicilia.

## Geografia fisica

### Territorio
Priolo Gargallo dista 14 chilometri da Siracusa, a nord ovest nelle vicinanze dei Monti Climiti. La sua costa si stende fra il comune di Melilli e Siracusa nel golfo di Augusta. Si sviluppa a 30 metri sul livello del mare e rientra nella provincia di Siracusa.

### Clima
La città e la corrispondente fascia costiera godono del tipico clima mediterraneo, con inverno piuttosto mite ed estate calda.
| PRIOLO GARGALLO              | Mesi | Mesi | Mesi | Mesi | Mesi | Mesi | Mesi | Mesi | Mesi | Mesi | Mesi | Mesi | Stagioni | Stagioni | Stagioni | Stagioni | Anno  |
| PRIOLO GARGALLO              | Gen  | Feb  | Mar  | Apr  | Mag  | Giu  | Lug  | Ago  | Set  | Ott  | Nov  | Dic  | Inv      | Pri      | Est      | Aut      | Anno  |
| ---------------------------- | ---- | ---- | ---- | ---- | ---- | ---- | ---- | ---- | ---- | ---- | ---- | ---- | -------- | -------- | -------- | -------- | ----- |
| T. max. media (°C)           | 13,8 | 14,0 | 16,4 | 19,0 | 23,1 | 27,9 | 31,2 | 31,3 | 27,0 | 23,1 | 18,7 | 15,1 | 14,3     | 19,5     | 30,1     | 22,9     | 21,7  |
| T. media (°C)                | 10,6 | 10,7 | 12,7 | 15,2 | 19,2 | 23,8 | 26,9 | 27,1 | 23,5 | 19,9 | 15,8 | 12,2 | 11,2     | 15,7     | 25,9     | 19,7     | 18,1  |
| T. min. media (°C)           | 7,7  | 7,5  | 9,0  | 11,5 | 15,0 | 19,2 | 22,3 | 22,8 | 20,0 | 16,9 | 13,0 | 9,5  | 8,2      | 11,8     | 21,4     | 16,6     | 14,5  |
| Precipitazioni (mm)          | 81   | 60   | 46   | 34   | 17   | 11   | 3    | 9    | 52   | 85   | 86   | 81   | 222      | 97       | 23       | 223      | 565   |
| Giorni di pioggia            | 7    | 6    | 4    | 4    | 2    | 1    | 1    | 1    | 4    | 6    | 7    | 7    | 20       | 10       | 3        | 17       | 50    |
| Umidità relativa media (%)   | 77   | 74   | 73   | 72   | 66   | 59   | 56   | 58   | 68   | 76   | 77   | 76   | 75,7     | 70,3     | 57,7     | 73,7     | 69,3  |
| Ore di soleggiamento mensili | 7,1  | 7,9  | 9,2  | 10,6 | 12,2 | 12,9 | 12,9 | 12,0 | 10,1 | 8,5  | 7,2  | 6,9  | 21,9     | 32,0     | 37,8     | 25,8     | 117,5 |

### Idrografia
Non vi sono corsi d’acqua in superficie perché il terreno è permeabile e dal suolo esterno l’acqua filtra attraverso il calcare permettendo però la formazione di una larga falda freatica che scorre nel sottosuolo a poca profondità.

## Origini del nome
Il toponimo Priolo deriva probabilmente dal termine greco priolos, che significa priore; questo poiché, in epoca bizantina, il territorio era di proprietà ecclesiastica.
Gargallo è il cognome del marchese Tommaso, che fondò l'insediamento moderno nel XIX secolo.

## Storia

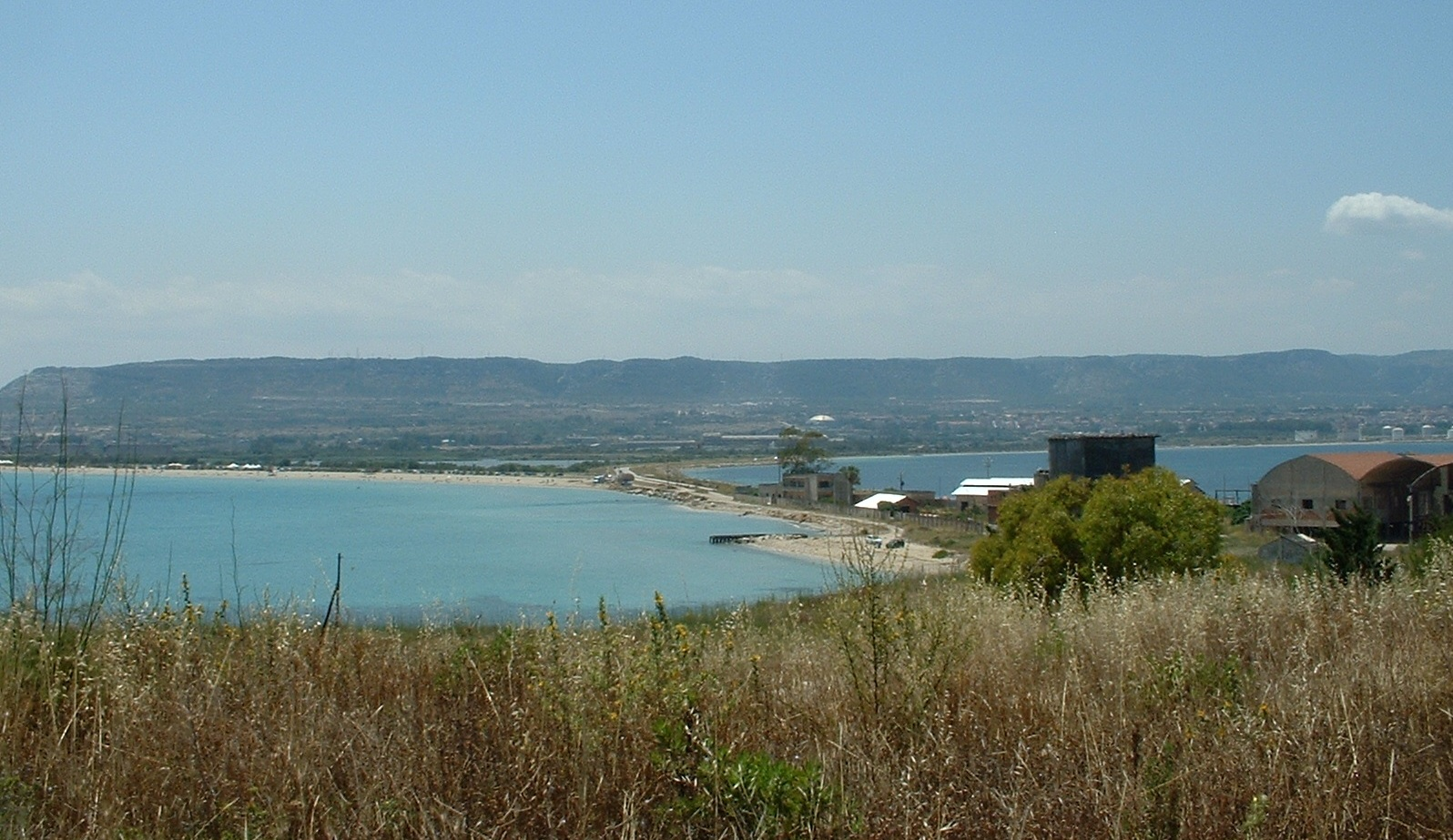
Il territorio di Priolo, con i monti Climiti sullo sfondo, visto dalla penisola di Magnisi.

### Epoca preistorica
Gli studiosi suggeriscono che l'Agro Priolese fosse abitato fin dal 2° millennio a.C. da diverse tribù, guidate da un potente capotribù noto come Iblaone, che risiedeva a Thapsos e nelle colline di Mostringiano. Questa civiltà era caratterizzata da una cultura neolitica e dell'età del bronzo, che corrisponde alla civiltà micenea in Grecia. La posizione costiera della regione, con la punta avanzata della penisola di Thapsos e due golfi sicuri, ha favorito il contatto con le civiltà fenicie e greche. Questi contatti commerciali sono confermati da reperti rinvenuti nelle tombe di Thapsos e risalgono al periodo compreso tra il 1300 e il 1000 a.C.
Paolo Orsi, un noto archeologo, ha riferito genericamente tutte le popolazioni dell'età del bronzo che abitavano la Sicilia orientale come "sicule".
I villaggi della civiltà di Thapsos erano piccoli e sparsi lungo la costa, situati in luoghi gradevoli ma senza una scelta basata su criteri difensivi. Le necropoli di Castelluccio, Thapsos e Plemmirio contengono un numero limitato di tombe, mentre Pantalica presenta un grande insediamento con migliaia di tombe e una ceramica di alta qualità. Questa ceramica include caratteristiche come alti piedi tubolari, seguendo la tradizione di Thapsos ma con forme sostanzialmente diverse. Inizialmente, gli abitanti di Thapsos vivevano in capanne circolari con un solo ambiente, con tetti di frasche sostenuti da pali. In seguito, il contatto con le culture provenienti dall'Egeo ha influenzato la costruzione di case rettangolari con pavimenti di ciottoli.

### Epoca antica
Nella seconda metà dell'VIII secolo a.C., giunsero i primi coloni greci in Sicilia, attirati dalla fertilità della regione, elogiata da figure come Teocle e Omero. Le tribù sicule costiere furono spinte verso l'interno, mentre sulla terra fertile della costa sorsero i primi insediamenti che sarebbero diventati parte della futura Magna Grecia.
Ortigia fu popolata dai coloni di Corinto, Lentini dai Calcidesi e Thapsos dai Megaresi. Questi ultimi, insoddisfatti della loro terra rocciosa e inospitale, cercarono nuove opportunità in queste terre. La spedizione fu guidata da Lamaco, un abile militare ateniese. Le navi dei Megaresi approdarono ai golfi di Thapsos, dove furono accolti festosamente da Hyblon, il capotribù locale, e ricevettero terre sulle colline di Mostringiano, dove fondarono la città di Trogilo.
Tuttavia, Lamaco aveva un conto in sospeso con i Calcidesi di Lentini, che avevano precedentemente disturbato le navi dei Megaresi. Tentarono un assalto a Lentini, ma furono respinti e dovettero cercare rifugio a Thapsos. Megaresi e Siculi strinsero un patto d'amicizia e cercarono un luogo più sicuro per fondare una nuova città.
Si trasferirono sulla foce del fiume Cantera (Alabo) nel golfo settentrionale di Thapsos, dove fondarono Megara Hyblaea intorno al 720 a.C., in onore del re siculo Iblone e in memoria della loro terra d'origine. Gli abitanti di Megara Hyblaea furono spesso in conflitto con i Siracusani e, nel 482 a.C., Gelone riuscì a occupare la città e distruggerla. La popolazione fu dispersa, i ricchi furono portati a Siracusa e i comuni cittadini si rifugiarono sulle colline.
Enea fece tappa a Thapsos, che era ormai abbandonata. Questo luogo è menzionato nel racconto di Enea alla regina di Cartagine, Didone:
(Virgilio, Eneide, III, 688-689)
Nel 260 a.C., Roma aveva conquistato la maggior parte della Sicilia, ad eccezione di Siracusa, l'ultimo baluardo della Magna Grecia. Il Senato inviò Marcello con un piccolo esercito, mentre Roma era impegnata nella guerra contro Annibale. Marcello sbarcò con le sue navi nei golfi di Thapsos (Portum Trogilorum).
Siracusa era considerata inespugnabile, quindi doveva essere trovato uno stratagemma per conquistarla. Il governo di Siracusa era incline a trattare con Marcello, poiché l'assedio durava già da due anni. Tuttavia, la presenza dei fratelli Cartaginesi, Epicide e Ippocrate, all'interno del Consiglio dello Stato, ostacolava una resa pacifica. Nella primavera del 212 a.C., una delegazione di siracusani si presentò a Marcello, offrendo la resa. Siracusa fu occupata e saccheggiata, con molte opere d'arte che furono portate a Roma.
Prima dell'arrivo dei Romani, le piccole città siciliane avevano un'economia e una cultura in crescita. L'imposta più rilevante era la "decima" sui raccolti, istituita da Gelone (435-478 a.C.) e rinnovata da Ierone II (270-216 a.C.) per il Regno di Siracusa. Dopo il 210 a.C., questa imposta fu estesa a tutta l'isola, anche se nella parte occidentale era già stata imposta dai Cartaginesi. La "decima" colpiva i raccolti di grano, orzo, vino, olio e legumi.
A partire dal 75 a.C., la decima sul grano e l'orzo veniva giudicata in natura anno per anno a Siracusa, separatamente, mediante un'asta pubblica per ciascun territorio comunale. La legge di Ierone sulla decima si rivelò, con l'intervento romano, uno strumento di oppressione e di controllo nelle mani del Governatore. Cicerone, durante la sua visita in Sicilia negli anni '70 a.C., rivelò abusi e corruzione da parte dei governatori, compreso il caso di Verre, che aveva oppresso i cittadini siracusani e priolesi.
Tuttavia, il caso di Verre non portò a cambiamenti significativi. Solo un secolo dopo, si iniziarono a limitare i poteri dei governatori provinciali e si sostituirono i tributi in natura con imposte in denaro in Sicilia. Nel frattempo, Roma aveva trovato nuove fonti di approvvigionamento di cibo in Africa ed Egitto.

### Epoca medievale
Nel 476 d.C., Odoacre, un ufficiale dell'esercito romano delle guardie del palazzo imperiale di Ravenna, fu proclamato Re dai soldati. Odoacre, seguendo una politica militare ed economica orientata all'Italia, ottenne il controllo di tutta l'Isola, mantenendo relazioni clientelari con i Siciliani. Non ci sono molte prove archeologiche della presenza degli Ostrogoti in Sicilia, poiché non stabilirono insediamenti permanenti, quindi le condizioni politiche e sociali rimasero invariate. Tuttavia, alcuni documenti preziosi ci forniscono informazioni sulle relazioni patrimoniali in Sicilia durante l'occupazione dei Goti. Ad esempio, il Re Odoacre donò la massa Pyramitana a Pierio, un territorio costiero che si estendeva da Biggemi fino a San Cusimano, confinando con Megara Iblea a ovest.
Nel X secolo, le incursioni e l'avanzata saracena ebbero un impatto significativo sull'integrazione tra la nobiltà bizantina e l'ambiente locale. Costantinopoli evacuò la Sicilia, ma la cultura greca rimase ancorata nelle campagne. Abbandonata all'invasione araba, la Sicilia iniziò a sviluppare una cultura propria. La cultura della Sicilia bizantina era prevalentemente di natura religiosa, con un forte accento sul cristianesimo cattolico, la cultura ellenica e una tradizione religiosa. Centri culturali importanti includevano Siracusa, Catania, Taormina, Agrigento, Palermo e Messina, dove i monaci curavano biblioteche. Nell'Agro Priolese, il centro religioso era rappresentato dalla Basilica Paleocristiana di San Focà, ricostruita per servire come punto focale della cultura.
Nel 902 d.C., questa regione della Sicilia passò sotto il controllo degli Arabi, allontanandosi dal dominio bizantino. La popolazione dell'Agro Priolese si divise, con una parte che si rifugiò a Melilli e l'altra che cercò rifugio nelle grotte del Villaggio Troglotido. Con il consolidarsi del governo, gli agricoltori fecero ritorno alla pianura, sebbene fosse diventata insicura a causa delle incursioni dei pirati. L'autorità islamica garantì la libertà di culto, la protezione della vita e dei beni, e la difesa contro minacce esterne. Le incursioni sulla costa di Magnisi e sul litorale del golfo di Augusta cessarono. La proprietà terriera fu suddivisa in lotti più piccoli, migliorando le pratiche agricole e affrontando il problema del latifondo. Furono introdotte nuove tecniche agricole, con un aumento di mulini e frantoi, oltre a miglioramenti nella raccolta e nella gestione delle risorse idriche. Queste nuove pratiche contribuirono a un miglioramento generale.
Dopo quasi due secoli, il dominio musulmano cedette il posto agli Altavilla, e l'Isola prosperò nelle sue città e nelle campagne rigogliose. Siracusa, la precedente capitale bizantina della Sicilia, subì un declino, simile a quello subito da Cartagine ai tempi dei Romani. Tuttavia, Siracusa riuscì a risorgere, seppur non come capitale, ma come un piccolo centro provinciale. Durante i due secoli di dominazione musulmana, Siracusa attraversò un periodo di oscurità che perdurò per molti secoli successivi. Successivamente, la città passò sotto il dominio normanno, svevo, angioino e spagnolo.
Nel 1092, terminò definitivamente il dominio arabo in Sicilia. Siracusa era caduta nel 1082, assediata da Ruggero I e suo figlio Giordano. Il territorio fu diviso in feudi assegnati ai Capitani Normanni. I Normanni arrivarono come militari, mentre i siciliani continuarono a lavorare la terra, coltivando principalmente grano, vite, olivo, gelso e agrumi. L'apporto principale dei Normanni fu l'istituzione del sistema feudale.
Durante l'assedio di Siracusa da parte dei Normanni, Ruggero I si stabilì a Priolo presso la famosa "fontana del Fico". Tuttavia, il paesaggio agrario della Sicilia, compreso Priolo, sotto il dominio normanno, non riuscì a svilupparsi con una borghesia o una classe contadina libera. La regione era caratterizzata da rapporti feudali e da una popolazione principalmente contadina, con limitate opportunità commerciali. Mentre in Europa si affermava un sistema contadino più stabile, in Sicilia, la struttura sociale nelle campagne rimaneva debole.
Sotto il governo dei primi re aragonesi, l'Agro Priolese divenne parte della contea di Augusta e del casale di Melilli. A causa dell'insicurezza costiera dovuta alle incursioni barbaresche, non si videro sviluppare centri abitati di rilevanza, ma alcune masserie con strutture difensive. Dopo la morte di Pietro III, Alfonso III salì al trono aragonese, mentre il fratello Giacomo II divenne re di Sicilia. Il regno di Giacomo II fu benefico per la Sicilia in riconoscimento dei sacrifici sopportati durante l'epoca del Vespro. Il 15 gennaio 1295, i Siciliani proclamarono re Federico, fratello di Giacomo, che tornò in Aragona per prendere il trono al posto del defunto fratello Alfonso III. Sotto il governo degli Aragonesi, la Sicilia divenne parte del dominio spagnolo. La complessità delle dinamiche politiche non ebbe un impatto diretto sugli abitanti dell'Agro Priolese, che rimasero occupati dai vari feudi, tra cui Biggemi, Spalla, Mostringiano, Priolo e Bondifè.

### Epoca moderna
Verso il 1700, grazie alla riduzione delle minacce dei pirati marittimi sconfitti dalla potenza navale inglese, un gran numero di coloni si riversò nella pianura dell'Agro Priolese. Questi coloni si stabilirono in varie masserie e si occuparono dell'agricoltura e dell'allevamento del bestiame nella regione. Nel 1807 Tommaso Gargallo chiese a Ferdinando III di Sicilia la licentia populandi per il feudo di Priolo, ritenendo che la vera ricchezza di una città fosse nella coltivazione della terra. Egli costruì una chiesetta e quaranta case con una piazzetta di forma ottagonale: la piazza dei Quattro Canti. Dal 1813 Priolo fu comune per 6 anni, venendo poi annesso a Siracusa. Nel 1849 fu autorizzata la fiera annuale, in occasione del patrono, il 2 ottobre. Il 19 gennaio 1871 ebbe la sua stazione ferroviaria che lo collegava a Siracusa e a Catania.
Dal 1943 al 1944, dopo lo sbarco degli inglesi con l'operazione ladbroke a Priolo venne costruito un campo di concentramento.
Nel 1952, il "Comitato Pro Autonomia" diede ulteriore slancio all'azione per riottenere l'autonomia amministrativa e il controllo sulla vita cittadina. Il 9 agosto 1954, il comitato inviò una richiesta ufficiale al presidente della Regione Siciliana, Franco Restivo, chiedendo che Priolo Gargallo fosse eretto a comune autonomo. Tuttavia, il tempo trascorse senza risultati tangibili, e il 27 maggio 1956, i cittadini priolesi proclamarono uno "sciopero del voto" rifiutandosi di partecipare alle elezioni per il rinnovo del Consiglio Comunale di Siracusa. Nel 1954 iniziò la costruzione del polo petrolchimico, uno dei più importanti del Sud Italia. Questo portò ad un radicale cambiamento della struttura sociale della cittadina, creando molti posti di lavoro ma deturpando il territorio. Dopo essersi trasformato in un centro industriale, il paese diede origine al "Circolo Culturale Tommaso Gargallo". Il circolo affrontò momenti critici per il destino del paese, prendendo posizioni ferme su questioni come il decreto Tepedino, che prevedeva il graduale trasferimento di Priolo o l'insediamento dell'impianto Anilina in un'area già satura. Il circolo riuscì con successo a contrastare tali iniziative, dimostrando che il paese era pronto per l'autonomia. In quel periodo, il presidente dell'Assemblea regionale, Pier Santi Mattarella, promosse l'erezione di Priolo come comune autonomo, che fu ratificato il 12 luglio 1979. Il nuovo comune fu costituito aggregando parte del territorio di Siracusa e parte di quello di Melilli. La vasta isola amministrativa melillese fu ridotta fino a comprendere solo la frazione di Città Giardino e il litorale di Marina di Melilli. Il 7 luglio 1980, Girolamo Radino fu eletto come primo sindaco del comune.

## Monumenti e luoghi d'interesse

### Architetture religiose

#### Chiesa dell'Angelo Custode
La Chiesa dell'Angelo Custode è un edificio religioso costruito intorno al 1730 su iniziativa del Barone Don Giuseppe Gargallo. Nel 1813 è stata elevata al rango di parrocchia e dedicata all'Angelo Custode, il patrono della città, i cui festeggiamenti si tengono annualmente il 2 ottobre.
La facciata della chiesa presenta uno stile toscano e incorpora elementi tipici, tra cui due ordini di lesene sovrapposte separate da un architrave e una finestra posta in modo simmetrico rispetto all'ingresso principale, che è decorato con lo stemma nobiliare della famiglia Gargallo. Sul lato nord della facciata si erge una torre campanaria che ospita l'orologio civico installato nel 1833.
L'interno della chiesa, a navata unica, è orientato con l'altare maggiore a est e l'ingresso a ovest. Nell'area del presbiterio, si trova una pregevole statua lignea dell'Angelo Custode, realizzata nel 1818 dallo scultore napoletano Antonio Spinetti. Inoltre, la chiesa ospita un quadro intitolato "Mater Amabilis," donato da Papa Pio VII al Don Tommaso Gargallo, insieme a un sepolcro in marmo bianco del fondatore di Priolo, realizzato nel XIX secolo dallo scultore palermitano Valerio Villareale, allievo di Canova.
Nel 1973, la parrocchia ospitò la Comunità dei Padri Gesuiti (Preti operai). La chiesa rimase chiusa per diverse decadi, durante le quali i parroci risiedevano nella Chiesa dell'Immacolata Concezione. Fu riaperta al culto il 28 settembre 1968.

#### Chiesa dell'Immacolata Concezione
La Chiesa dell'Immacolata Concezione, costruita intorno al 1860 per volere del Marchese Don Francesco Gargallo di Castel Lentini, figlio del fondatore, fu realizzata senza una direzione artistica specifica e affidata alla direzione tecnica del Mastro Capofabbrica di Casa Gargallo. La sua costruzione semplice e priva di elementi artistici potrebbe essere stata influenzata dagli eventi politici dell'epoca, portando a un edificio che inizialmente sembrava più un magazzino rurale che una chiesa. Tuttavia, il Marchese intervenne aggiungendo una torre campanaria sul lato nord della facciata per conferire un aspetto sacro al luogo. La chiesa, situata alla fine della via principale del paese, chiudeva la vista, e sul retro aveva un cancello che conduceva al viale del Feudo.
Negli anni '30, la Casa Canonica fu costruita nella parte posteriore dei locali precedentemente adibiti a Sacrestia. Questa fu la prima volta in cui venne utilizzato uno stemma diverso da quello di Casa Gargallo su un'opera pubblica, con lo stemma del Vaticano sulla Casa Canonica. Originariamente, la chiesa consisteva in una sola navata centrale rettangolare di 8 x 20 metri. Nel 1952, grazie alla donazione del Marchese Filippo Francesco Gargallo, fu aggiunta una navata laterale destra dedicata a Santa Maria Goretti. Successivamente, nel 1954, la regione Sicilia finanziò la costruzione di una navata sinistra. All'interno della chiesa, si trovano altari laterali realizzati in pregiato marmo, il quadro dell'"Ave Maria Stella" di Ernesto Bellandi e un dipinto in stile caravaggio che raffigura la Sacra Famiglia.

#### Chiesa di San Giuseppe Operaio

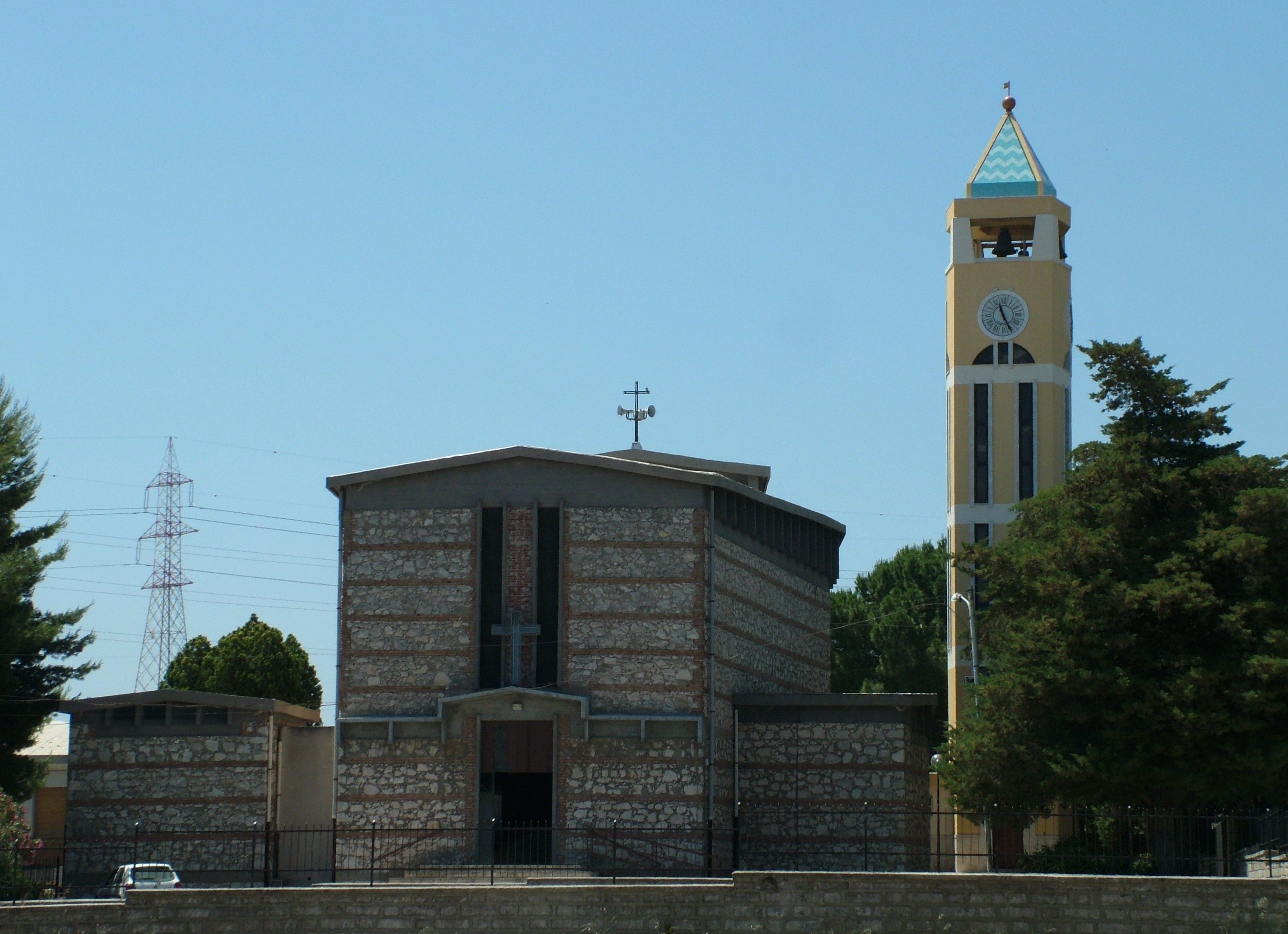
Chiesa di San Giuseppe operaio

La Chiesa di San Giuseppe Operaio è situata nel quartiere di San Focà. I lavori per la sua costruzione iniziarono il 4 luglio 1970 su un terreno donato nel 1965 dalla SINCAT (acronimo per Società Industriale Catanese) all'Arcivescovo pro tempore. Inizialmente, mancavano molti elementi, tra cui intonaci, pavimenti, infissi e persino l'altare. Tuttavia, grazie alla vivace comunità parrocchiale, in 25 anni il sacro edificio fu completato e arredato in modo decoroso, diventando la chiesa più grande e funzionale dal punto di vista liturgico di Priolo Gargallo.
All'interno del Sacro Edificio, spiccano il maestoso altare costituito da un grande lastrone di marmo di Carrara (2,90 x 0,85 x 12 cm) sostenuto da sette pilastrini in cemento armato, che richiamano l'artistico soffitto a capriate, anch'esso in cemento armato. Il portone della chiesa è una robusta costruzione artigianale in ferro che sostiene un'artistica colata di bronzo raffigurante simboli legati al lavoro. Un sistema di illuminazione valorizza l'aspetto grandioso di questo tempio, che pur essendo rimasto al naturale, si presenta come un vero gioiello, unico nel suo genere. Nel 2001, il parroco Don Aripoli riuscì a far costruire il campanile, aggiungendo ulteriore prestigio alla chiesa.

#### Altre chiese
Altre chiese sono quella del Sacro cuore e la chiesa di Santa Chiara.

### Architetture civili

#### Masseria Gargallo
La Masseria Gargallo è un edificio il cui nome appare nel periodo successivo alla metà del XVIII secolo, sebbene un ambizioso progetto per la sua realizzazione sia stato abbandonato. Il Barone Giuseppe Gargallo II, desiderando costruire una prestigiosa residenza di villeggiatura nel suo possedimento a Priolo Gargallo, aveva in mente di creare un nuovo complesso architettonico basato su magazzini del XVII secolo costruiti nel 1688 da Antonio Platamone. Per trasformare il suo sogno in realtà, il barone si avvalse dell'opera di Francesco Paolo Labisi, un "regio ingegnere civile".
Nel marzo 1765, il progetto era già stato ideato e delineato. Sono disponibili infatti, disegni del progetto che mostrano un'ambiziosa architettura con una chiesa a pianta ovale al centro, circondata da due moduli abitativi identici. Questa chiesa è la caratteristica principale del complesso, preceduta da un piccolo portico e fiancheggiata dagli ingressi principali. La facciata dell'edificio ecclesiale è maestosa e magnificamente decorata, con una disposizione equilibrata di vuoti e superfici lisce. Una balaustrata coronata da oggetti vascolari decorativi contribuisce all'estetica generale. Quattro colonne quadrate incorniciano i moduli laterali, con frontoni triangolari sopra le finestre e decorazioni a bassorilievo. Altri dettagli ornamentali si trovano nei balconi e nelle ringhiere in ferro.
La Masseria Gargallo è organizzata come un piccolo forte, con una grande corte interna circondata da scuderie, magazzini e alloggi per il personale. Nel piano nobile, ci sono camere, retrocamere e camere da letto, con alcune affacciate all'interno della chiesa attraverso eleganti finestre. Ci sono anche stanze denominate "gallerie" e una scala che conduce al piano terra, insieme a un coretto sopra il portico che collega l'altro modulo abitativo nobile. Gli ingressi erano previsti ai lati della chiesa-cattedrale, da cui si poteva accedere al cortile o al piano superiore tramite una doppia scalinata romantica.
Tuttavia, di questo ambizioso progetto furono realizzate solo parzialmente le due elevazioni, e una di esse servì come residenza occasionale del proprietario del feudo. Questa parte conserva alcune delle decorazioni esterne previste dal progetto originale, tra cui una balconata ornata e una finestra sormontata da un timpano decorato.

#### Masseria Biggemi
La Masseria Biggemi è situata su una piccola collina calcarea alla periferia sud di Priolo Gargallo, a breve distanza dalla SS.114 che porta a Siracusa. Il suo nome deriva dall'omonimo feudo su cui è stata costruita. Il feudo di Bigeni o Biggemi è documentato sin dal XII secolo, e nel 1211 fu concesso agli Ospitalieri di San Giovanni da Alamanno da Costa, conte di Siracusa.
La masseria, tuttavia, venne costruita solo nella seconda metà del XVIII secolo quando era di proprietà della famiglia Romeo, che deteneva il feudo di Biggemi fino al 1762. Successivamente, il feudo passò alla famiglia degli Impellizeri, che ne fu proprietaria fino alla seconda metà del XIX secolo. Il complesso edilizio copre una superficie di circa 3000 metri quadrati ed è organizzato intorno a una grande corte quadrangolare che comprende abitazioni, magazzini, stalle, nonché un palmento e un frantoio utilizzati per le attività produttive del feudo. Sul prospetto principale, accanto alla dimora padronale, che è l'unico edificio a due piani, è ancora possibile identificare una piccola cappella, sebbene sia ormai in gran parte distrutta.

#### Masseria Scrivilleri
L'insediamento di Scrivilleri si sviluppa in un'area dove oggi si trova una grande cava ai piedi del massiccio dei Monti Climiti. Questo sito mostra segni di insediamento che risalgono dall'epoca greco-ellenistica fino al IX secolo d.C. Nel contesto di Scrivilleri, ci sono due ipogei situati su diverse terrazze alla base del pendio dei Monti Climiti, a nord di una piccola cava che attraversa il pendio del massiccio. Questi ipogei sono complessi cimiteriali datati tra il IV e il V secolo d.C. Il primo ipogeo ha una struttura irregolarmente quadrangolare con sette arcosoli monosomi disposti perpendicularmente sulle pareti, una tipologia meno comune rispetto agli arcosoli classici della regione. Inoltre, queste tombe presentano cuscini funebri scavati nella roccia. Il secondo ipogeo, anch'esso di forma quasi ellittica, contiene nove sepolcri disposti scenograficamente lungo tre pareti, mentre altri quattro si trovano vicino all'ingresso.
La Masseria Scrivilleri, costruita dopo l'unità d'Italia intorno al 1865, è situata ai piedi dei Monti Climiti nel territorio dell'antico feudo di Mostringiano. La struttura conserva l'architettura delle masserie più antiche, con una corte centrale, ed era originariamente utilizzata per attività pastorali e di allevamento, essendo il principale centro produttivo della grande proprietà terriera di Mostringiano. Verso la fine del XIX secolo, la masseria subì alcune modifiche, inclusa la costruzione di un frantoio nel 1899, cambiando così la sua destinazione d'uso. 
Dopo anni di abbandono, la Masseria Scrivilleri è stata completamente restaurata ed è ora utilizzata come agriturismo, riprendendo il suo ruolo storico come centro di produzione, in particolare per la produzione di formaggi. All'interno, oltre a numerosi oggetti che evocano il passato, è possibile ammirare un antico frantoio ben conservato con una grande macina e un sistema di torchiatura.

#### Masseria Cavallaro
La Masseria Cavallaro è situata su un'altura nelle vicinanze del Monte Cavallaro, uno dei punti più alti dei Monti Climiti. La sua costruzione risale molto probabilmente ai primi decenni dell'Ottocento. Come molte altre masserie dell'epoca, presenta una struttura a corte chiusa con un ampio cortile quadrangolare al centro, dotato di un pozzo. Su tre lati del cortile si estendono vari edifici di servizio, tra cui spicca l'abitazione padronale caratterizzata da una lunga e affascinante balconata mensolata.
Attualmente, la Masseria Cavallaro è stata trasformata in un agriturismo, riprendendo il suo antico ruolo di complesso produttivo legato all'agricoltura e all'allevamento. Sono state aggiunte nuove stalle e moderni impianti di mungitura per supportare l'attività agro-pastorale.

#### Masseria di Casino Grande
La Masseria di Casino Grande si trova in posizione elevata dominando l'altopiano dei Monti Climiti. Questa struttura fu costruita probabilmente nei primi decenni del XIX secolo, situata nel feudo originario dei Monti Climiti, che risale al XIV secolo secondo documenti storici. Nel 1736, il feudo passò in proprietà al Barone Vincenzo Beneventano del Bosco di Siracusa, acquisendo importanza economica notevole. Con i proventi del feudo, i baroni Beneventano del Bosco costruirono il loro sontuoso palazzo in Piazza Duomo a Siracusa nel 1779.
Il Barone, che gestiva il feudo, decise di ampliare la produzione agricola e pastorale, ma anche di creare una dimora estiva e una piccola chiesa per scopi religiosi. I lavori di costruzione iniziarono nel 1740 sotto la guida dell'architetto Michelangelo Di Giacomo, assistito da maestranze locali. La struttura fu progettata come un complesso a corte chiusa con mura per la difesa contro possibili attacchi dei briganti dell'epoca. La facciata principale presenta un portale fortificato con un corpo di guardia munito di feritoie, accessibile tramite una scala. Sulla chiave di volta del portale si trova un grande mascherone.
A sinistra del portale d'ingresso si trova una piccola chiesa con un rosone e un campanile. L'interno della chiesa è ormai distrutto, ma le pareti erano decorate da affreschi raffiguranti santa Lucia e la resurrezione di Cristo. Al centro del cortile c'è una grande cisterna chiamata Cifaglione, utilizzata per la raccolta e l'uso delle acque piovane. Sul lato sinistro del cortile si trovano i locali per l'attività produttiva, tra cui un piccolo palmento, un mulino e un frantoio, oltre alle stalle per i cavalli. Dall'altro lato dell'ingresso principale si trova la casa padronale, con una scala a due rampe e cinque camere al primo piano, oltre a cantine e magazzini. Sono presenti due terrazze panoramiche sul retro della masseria. Accanto alla dimora padronale, sul lato destro del cortile centrale, si trovano le stalle, le strutture per la mungitura, un caseificio e altri magazzini. Sul retro della masseria si trova un pozzo e un piccolo edificio che probabilmente serviva come casa del massaro, risalente a metà dell'Ottocento e utilizzato per gli operai stagionali.

#### Orologio solare
Il quadrante orizzontale sommerso, creato nel 2012 in Piazza dell'Autonomia, rappresenta una nuova e innovativa tipologia di orologi solari orizzontali. È stato costruito con l'utilizzo di pietra di Modica e lavica, grazie a sofisticate tecnologie di taglio Hi-Tech. L'impianto è composto da una vasca circolare con un diametro esterno di 8,58 metri e una profondità di circa 60 centimetri. All'interno della vasca è stato inserito un complesso quadrante solare orizzontale con un raggio di 376 centimetri, posizionato a soli 1 centimetro sopra il livello dell'acqua. I due bordi di contenimento hanno la forma di rami di iperbole e ospitano le indicazioni delle ore. Questo quadrante è stato costruito lungo il meridiano dell'Europa centrale e segna le Ore Solari Vere, che a causa dell'orbita ellittica della Terra intorno al Sole sono diverse dalle ore convenzionali (Ora Civile) indicate con numerazione romana. Inoltre, è stata aggiunta una seconda numerazione per le ore estive (legali), utilizzando numeri arabi. Il quadrante, posizionato lungo l'asse Nord-Sud, è stato progettato per funzionare dalle 6:15 alle 17:45. L'ombra proiettata è generata da uno stilo polare (gnomone) lungo 100 centimetri che si muove all'interno dell'area compresa tra la linea del Solstizio d'Inverno (la più distante) e quella del Solstizio d'Estate (la più vicina). Di conseguenza, il 21 dicembre si osserva l'ombra più lunga, mentre il 22 giugno si ha quella più corta. Il quadrante è dotato anche di un calendario stagionale che presenta in forma stilizzata tutti i simboli dello zodiaco.

### Architetture militari

#### Torre del Fico
La Torre del Fico si trova vicino alla stazione ferroviaria di Priolo, in un'area ormai circondata da impianti industriali. Originariamente situata vicino alla costa, è ora distante dal mare a causa dell'interramento causato da attività industriali. Le fonti scritte suggeriscono che la torre fu costruita nella prima metà del XV secolo. Nel 1434, Guglielmo Prestangelo richiese il permesso di costruire una torre o fortezza a Prioli per difendere le piantagioni di zucchero locali. Nel 1584, l'ingegnere militare Camillo Camilliani riteneva che la torre non fosse adatta a difendere la costa da possibili attacchi barbareschi a causa della sua posizione costiera poco profonda. Nel 1693, subì danni significativi a causa di un terremoto. Nel 1753, la zona circostante divenne di proprietà della famiglia Gargallo, e la torre divenne il centro di un piccolo fondo agricolo. 
La torre ha un'altezza di circa 11 metri ed è di forma quadrata con una base di 9 metri. Ha due ambienti, uno al piano terra e uno al primo piano, con feritoie difensive lungo le quattro facciate del perimetro. Nel corso dei secoli, ha subito diverse trasformazioni e usi diversi. Mostra due fasi costruttive distinte: una più antica risalente al XV secolo, evidente nella base, e una più recente, che comprende la parte superiore con uno spessore murario ridotto e finestre aperte, suggerendo una trasformazione da struttura militare a civile, probabilmente in seguito al terremoto del 1693. Nel XVIII secolo, furono costruite alcune residenze circostanti, tra cui una piccola cappella dedicata alla Madonna del Fico. La cappella ospita una piccola acquasantiera spagnola con una croce e un grande quadro raffigurante la Madonna all'ombra di un albero di fico, voluto nel 1923 dai nipoti del marchese Tommaso Gargallo.

#### Torre Magnisi

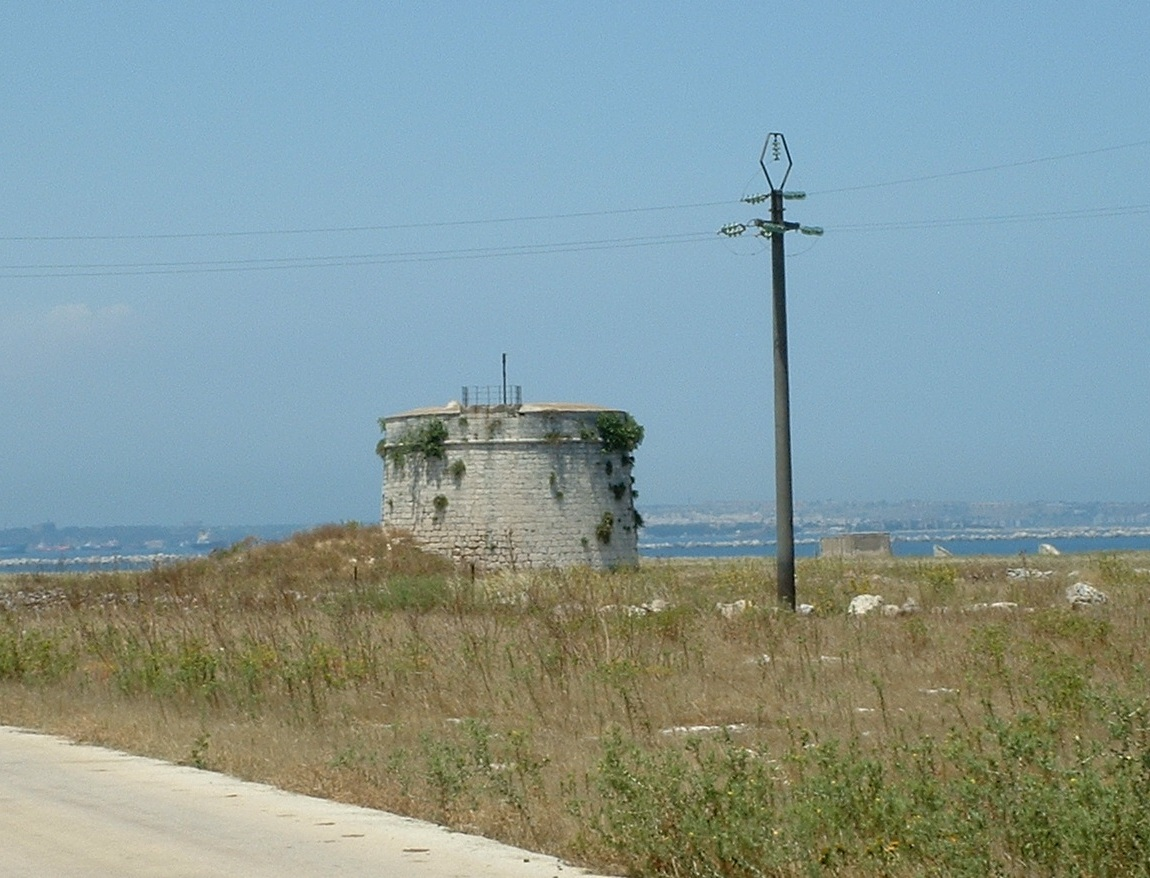
Torre Magnisi

La Torre Magnisi è un edificio costruito nel primo decennio del XIX secolo durante il periodo in cui la Sicilia era sotto il protettorato britannico a causa delle minacce di Napoleone. Questa torre segue il modello delle Torri Martello, ispirate alle fortificazioni circolari del sistema difensivo genovese a Capo delle Mortelle in Corsica, che esistevano sin dal XV secolo. Delle sette torri costruite in Sicilia secondo questo modello, solo la Torre Magnisi, la Torre Bianca (o Mazzone) a Messina e la Torre Cariddi a Ganzirri sono ancora in piedi.
La torre ha una forma tronco-conica, con un diametro esterno di circa 13,70 metri e uno interno di 8,50 metri. Il piano terra fungeva da serbatoio d'acqua e deposito, mentre il piano superiore serviva come alloggio per i soldati britannici. Un cannone mobile era situato sulla sommità della torre, accessibile tramite una scala interna. L'ingresso alla torre si trovava al primo piano ed era probabilmente accessibile tramite un ponte levatoio. Un elemento architettonico originale era la volta a creste e la volta ad ombrello, non comune nelle costruzioni militari dell'epoca. La Torre Magnisi si trova vicino al sito archeologico di Thapsos ed era parte del sistema difensivo della piazzaforte militare di Augusta. Fu costruita dagli inglesi nel primo decennio del XIX secolo, quando cercavano di stabilire il loro protettorato in Sicilia, sfruttando la fuga di Ferdinando IV di Borbone a Napoli.
La struttura interna della torre è suddivisa in due piani. Il piano terra era privo di aperture ed era suddiviso in due stanze, utilizzate come magazzino e cisterna per raccogliere l'acqua piovana. Il piano superiore, che poteva ospitare un presidio di circa 25 uomini, aveva feritoie esterne per la luce e l'aria ed era coperto da una volta a ombrello, un elemento insolito in quel contesto. Una scala nel muro conduceva alla sommità della torre, dove erano posizionati cannoni da 32 o 24 libbre. Durante la Seconda Guerra Mondiale, la Torre Magnisi svolse un ruolo importante come punto di difesa tra Augusta e Siracusa ed è stata utilizzata come osservatorio d'artiglieria dalla Regia Marina Italiana. Durante questo periodo, sono state aperte due aperture nel piano superiore, una ad est e una ad ovest, trasformando quest'ultimo in un accesso principale.

### Siti archeologici

#### Basilica di San Foca

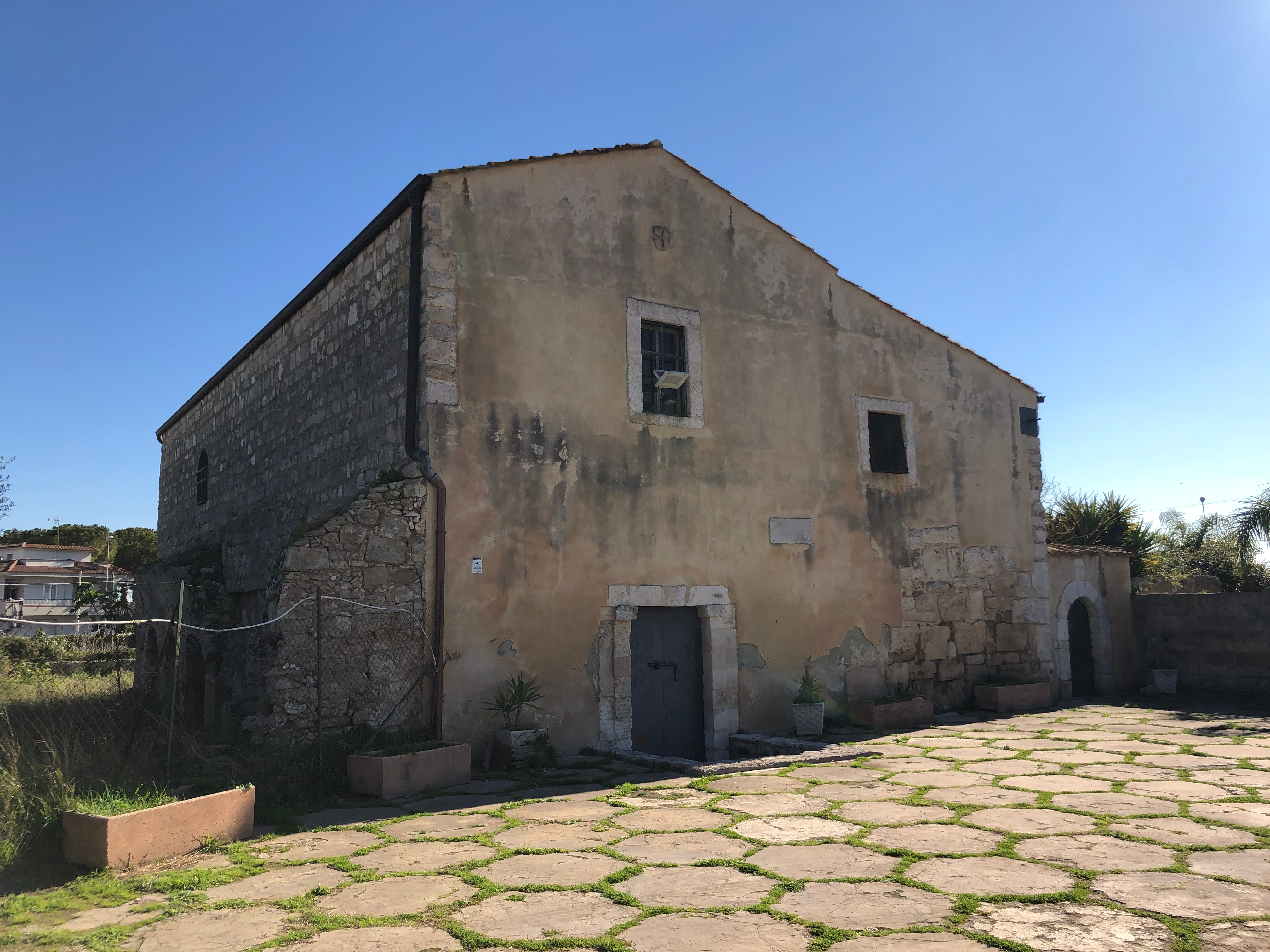
Basilica di San Foca

La basilica di San Foca è una delle testimonianze più importanti dell'architettura chiesastica tardoantica del territorio rurale di Priolo Gargallo. L'edificio è pertinente a un abitato più ampio del quale non rimangono tracce monumentali visibili, ma che recenti ricognizioni di superficie del territorio hanno confermato di lunghissima vita e continuità insediativa, ricoprente un arco cronologico che va dalla metà del V secolo fino al X-XI secolo d.C. La chiesa, dedicata a Foca, santo originario di Sinope o di Antiochia martirizzato sotto Traiano nell'anno 117, conserva probabilmente l'antica titolatura. Il Santo, che detiene il patronato sugli agricoltori, sui giardinieri e sui naviganti, è in questo modo ricollegato alla vocazione del territorio nel quale sorge la chiesa, in primo luogo legato allo sfruttamento delle risorse agrarie e naturali e, in una visuale più ampia, vicino a una costa dotata di scalo portuale. Secondo le fonti antiche, qui venne sepolto un vescovo siracusano del IV secolo, Germano, figura più legata alla tradizione agiografica che non alla storia, ma che fa emergere una volontà di associare la piccola chiesa campestre alla Chiesa di Siracusa e di privilegiarla con la presenza di un corpo insigne qui deposto, con conseguenti ripercussioni sugli sviluppi del culto e del pellegrinaggio. Di questa chiesa ne parlano, fra gli altri, Cristoforo Scobar (1520), Ignazio De Michele (1617) e Rocco Pirri (1636), ma la prima vera edizione la dobbiamo a Paolo Orsi, nel 1899, il quale allega alla pubblicazione il rilievo planimetrico dell'edificio considerato, tutt'oggi, il più attendibile. Ulteriori studi, nel XX secolo, sono stati condotti da Giuseppe e Santi Luigi Agnello. La datazione della basilica - sulla base di elementi prevalentemente esterni e che attende ulteriori confermi da nuovi dati di scavo e da future analisi delle stratigrafie murarie - già proposta da Orsi e sulla quale oggi concordano la maggior parte degli studiosi, è racchiusa fra la seconda metà/ultimo quarto del V secolo e la prima metà del VII secolo d.C.: cronologia inverata sia da confronti con edifici similari che da processi e dinamiche di cristianizzazione che investono le campagne della Sicilia tardoantica e bizantina. La chiesa, profondamente rimaneggiata e trasformata nel corso dei secoli, ha un impianto basilicale a tre navate, delle quali rimangono la centrale e la laterale destra; lo spazio interno è suddiviso da cinque coppie di arcate sostenute da pilastri a sezione quadrangolare. La copertura originaria era realizzata con volte a botte delle quali permangono, nella navata sinistra, i blocchi di imposta. Il muro perimetrale destro è scandito da lesene affrontate ai pilastri, anch'esse sormontate da archi. La tecnica edilizia della basilica è quella a grossi conci di calcarenite locale, squadrati e legati con malta. Sono ravvisabili irregolarità progettuali di cantiere e all'interno della struttura vengono di frequente inglobati elementi di reimpiego, probabilmente provenienti da edifici di età classica del territorio adiacente alla chiesa. Il territorio è ricco di testimonianze dell'era greca e romana. La facciata semplice e lineare con tetto a spiovente, ora quasi interamente ricostruita e mutilata nella parte sinistra, segue l'originale incorporando, nell'angolo sud-ovest, frammenti del muro dell'edificio primitivo. Sopra la navata meridionale della basilica si erge un eremo del settimo secolo. Dopo aver attraversato il giardino, nascosto dietro una piccola porta nell'angolo destro della facciata, attraverso pochi gradini è possibile raggiungere il piccolo eremo. Presenta un breve corridoio con tetto e pavimento in legno e, sul lato meridionale, tre anguste celle con piccole finestre. La basilica è stata riaperta per il culto il 14 dicembre 1985.

#### Cimitero di Manomozza

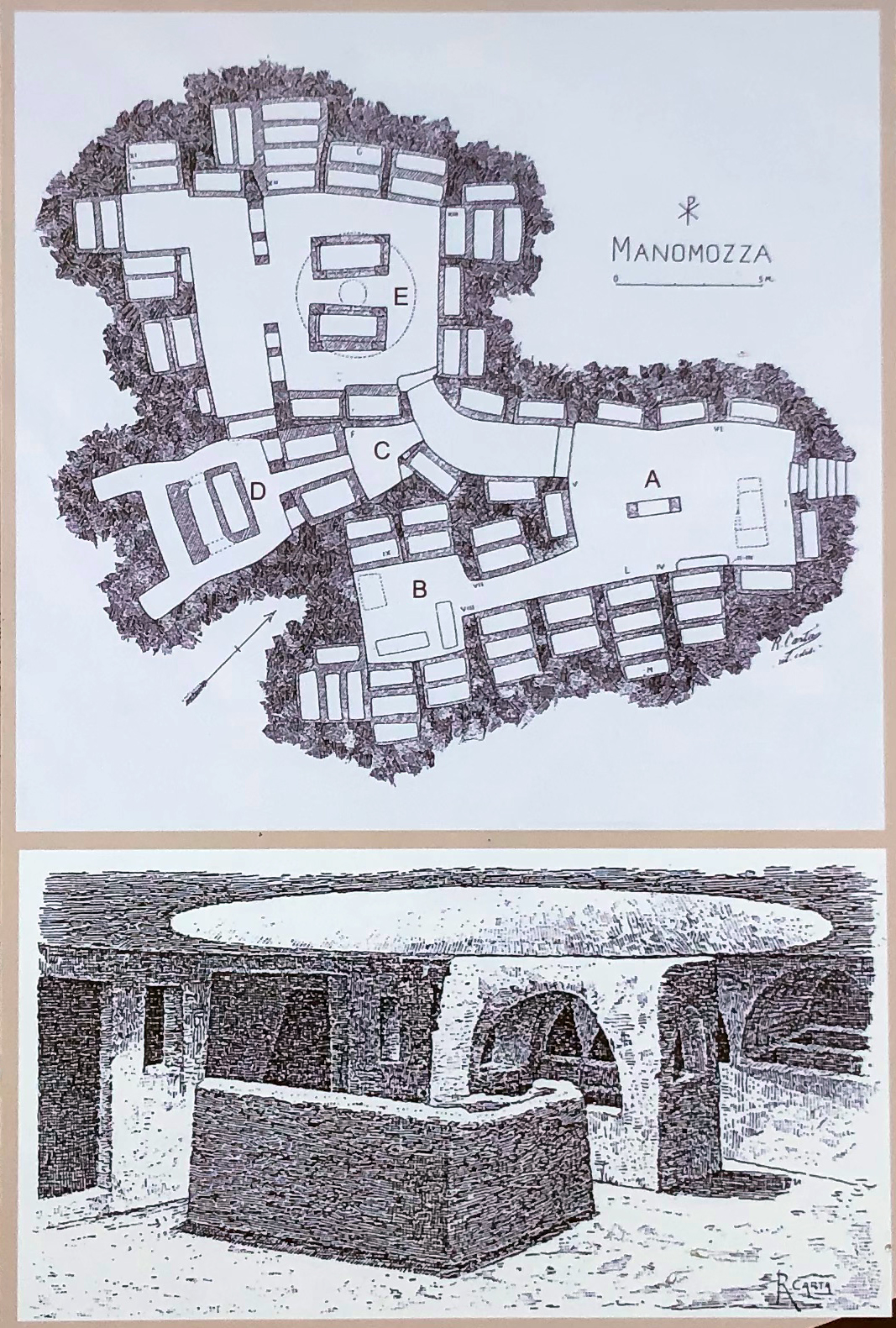
Disegno di Rosario Carta delle catacombe Manomozza

Il cimitero di Manomozza, datato tra il IV e il V secolo d.C., fu oggetto di esplorazioni da parte di Paolo Orsi nel 1890, al fine di studiarne le caratteristiche. Nel dicembre del 1902, furono avviati i lavori di scavo e sgombero, seguiti dal primo rilievo planimetrico eseguito da Rosario Carta. L'accesso al cimitero avviene tramite una porta che conduce a una zona vestibolare rettangolare (A) di dimensioni 6,00x5,30 metri, circondata da arcosoli di varie tipologie. Da questo vestibolo si dipartono due corridoi: uno verso sud conduce a un cubicolo quadrangolare (B) circondato da sepolture in arcosoli e formae, mentre l'altro verso nord-ovest porta a due cubicoli (C, D) contenenti sarcofagi e successivamente a una stanza (E), nota come "stanza dei baldacchini", caratterizzata da una cupola con oculus centrale sopra due monumentali sarcofagi a baldacchino o teguria. Questa stanza è separata da un tramezzo, dotato di una porta rettangolare e due piccole finestre seguite da altre due porte, che la separa da un ambiente particolare destinato ai bambini. Tra i pochi reperti ritrovati, si segnalano un gambo di calice in vetro, frammenti di anfore, bacini fittili e una lucerna fittile. All'interno del cimitero, Paolo Orsi individuò tredici iscrizioni in lingua greca incise su pannelli di cemento rivestiti di latte di calce, con scritte in rosso eseguite a graffito, che fornivano informazioni sul defunto e formule di consolazione (ad esempio, nel cubicolo B, si menziona il nome della defunta Salbia, la sua età - 11 anni - e il giorno della sua morte - un lunedì nel mese di settembre). Non sono stati rinvenuti elementi di datazione all'interno del cimitero che possano fornire dettagli sulla cronologia delle fasi di scavo; tuttavia, l'analisi della planimetria indica che il nucleo originario comprende il vestibolo d'ingresso e il cubicolo B, seguiti successivamente dal corridoio a gomito e dai cubicoli nord-ovest - C e D - e infine dalla grande stanza a cupola.

#### Catacombe Scrivilleri
Tra le numerose catacombe risalenti all'inizio del cristianesimo, spiccano due affascinanti esemplari: le catacombe di Scrivilleri, le cui entrate si aprono sulle scogliere orientali dei Monti Climiti. Grazie a questa posizione scomoda, i due ipogei paleocristiani sono ancora ben conservati. Si caratterizzano per le ampie e profonde tombe, alcune delle quali sono situate anche nel pavimento. Le tombe originariamente presentavano degli arcosoli, ma ormai se ne conservano poche tracce tuttavia, si notano segni di un piccolo altare. Sulle pareti interne delle tombe, alcuni grafomani hanno lasciato i loro nomi di battesimo incisi a graffito. Queste catacombe, visibili da lontano grazie al riflesso bianchissimo della pietra calcarea che contrasta con il verde intenso della vegetazione circostante, si affacciano su un pendio terrazzato. Il ripiano è sostenuto da un argine costituito da un muro a secco che rinforza il terrapieno.

#### Monachelle
Il sito archeologico di contrada Monachella, situato vicino a Priolo Gargallo, è un vasto insediamento che mostra tracce dall'età del bronzo fino al periodo tra il III e il IX secolo d.C. È caratterizzato da resti di costruzioni e blocchi riutilizzati nei muri circostanti. Le aree cimiteriali includono una catacomba, un ipogeo e diverse tombe ad arcosolio e a fossa, risalenti a quel periodo. L'ipogeo presenta strutture simili a quelle dell'architettura funeraria della Sicilia sud-orientale e di Malta. Anche sette documenti epigrafici, seppur frammentari, forniscono informazioni preziose, incluso un titolo funerario datato al V secolo d.C. Intorno all'ipogeo si trovano numerose tombe a fossa, alcune a sezione campanata, e una piccola camera sepolcrale a pianta quadrangolare con tracce di antichi sepolcri.

#### Area archeologica di Riuzzo-Bondifè
L'area archeologica di Riuzzo-Bondifè è stata irrimediabilmente distrutta dagli stabilimenti industriali. Il sito, esplorato da Julius Schubring e successivamente da Paolo Orsi tra la fine del XIX e gli inizi del XX secolo, comprendeva un vasto insediamento romano e bizantino, una villa romana di età imperiale presso Punta Bagnoli-Girotta e un ampio complesso cimiteriale sub divo e ipogeico. Dei due ipogei funerari di Riuzzo, situati a nord della Cava Bondifè, solo uno si è preservato dalla distruzione.
L'Ipogeo Riuzzo I, il più meridionale, presenta una struttura complessa con una grande sala principale, un corridoio con arcosoli e loculi infantili, e una parte costituita con cameroni monumentali, sarcofagi e tombe ad arcosolio. Questo ipogeo mostra chiare influenze dalle grandi catacombe siracusane e sembra essere stato destinato a sepolture di personaggi di rilievo.
L'Ipogeo Riuzzo II, situato a nord-ovest del primo, presenta un atrio trapezoidale originariamente diviso da transenne. La parte più nobile della catacomba include un sarcofago trapezio a mensa circondato da arcosoli polisomi. La catacomba ha restituito frammenti di stucchi decorati e elementi di statue in marmo, che si ritiene appartenessero a una sontuosa villa romana distrutta durante l'installazione degli impianti petrolchimici.

#### Guglia di Marcello
La guglia di Marcello è un monumento funerario romano che presenta un obelisco sulla sommità. È stato realizzato, presumibilmente, in un periodo compreso tra il I secolo a.C. e il I secolo d.C. Il monumento è composto da un podio parallelepipedo con dimensioni di 5,62x5,66 metri e un'altezza di 4,20 metri. Alla base del podio è presente una modanatura a scarpa, mentre nella parte superiore si trovava probabilmente un'altra modanatura di coronamento costituita inizialmente da una kyma con listello. Il podio serviva come supporto per un edificio cilindrico che potrebbe essere crollato a causa dei terremoti del 1542 e del 1693 o depredato dei suoi elementi mancanti. La costruzione utilizzava la tecnica edilizia dell'opus quadratum, che consisteva nell'uso di blocchi di pietra calcarea squadrati in forma parallelepipedica, disposti senza l'uso di legante e rivestiti di intonaco. 
Frequentemente visitato da viaggiatori stranieri dal XVII secolo, molti pensavano fosse un monumento trionfale di Marcello dopo la vittoria sui Siracusani (214-212 a.C.), ma scoperte archeologiche recenti hanno confermato la sua funzione funeraria. La datazione precisa rimane incerta, ma si suppone sia stata costruita tra il I secolo a.C. e il I secolo d.C., forse secondo la tradizione italica delle torri sepolcrali.

#### Necropoli preistoriche
Le necropoli preistoriche di Thapsos sono suddivise in tre gruppi principali. La necropoli settentrionale, tra il faro della Marina Militare e le postazioni della Seconda guerra mondiale, contiene due tipi di tombe, circa 300 in totale. Un tipo ha tombe scavate nel pianoro calcareo con camere circolari e nicchie. Il secondo tipo ha ingressi nella falesia vicino al mare, ma strutture interne simili alle prime. Alcune tombe presentano corridoi d'ingresso stretti per la monumentalità e il drenaggio. Si praticava l'inumazione con corredi di ceramiche locali, micenee, maltesi, cipriote e oggetti metallici.
Una tomba con corridoio della necropoli settentrionale, esplorata da Paolo Orsi nel 1894, fu riutilizzata in epoca greca, ipotizzata come la tomba di un capo che morì prima della fondazione di Megara Hyblaea. Un altro gruppo di tombe più piccolo è stato trovato in una cava nella parte mediana della penisola, principalmente enchytrismós, seppellimenti dentro vasi senza corredi, forse di persone di classi sociali inferiori o stranieri. Infine, un piccolo complesso di poche decine di tombe è situato a sud delle fortificazioni nella parte meridionale della penisola.

#### Castelluccio di Climiti

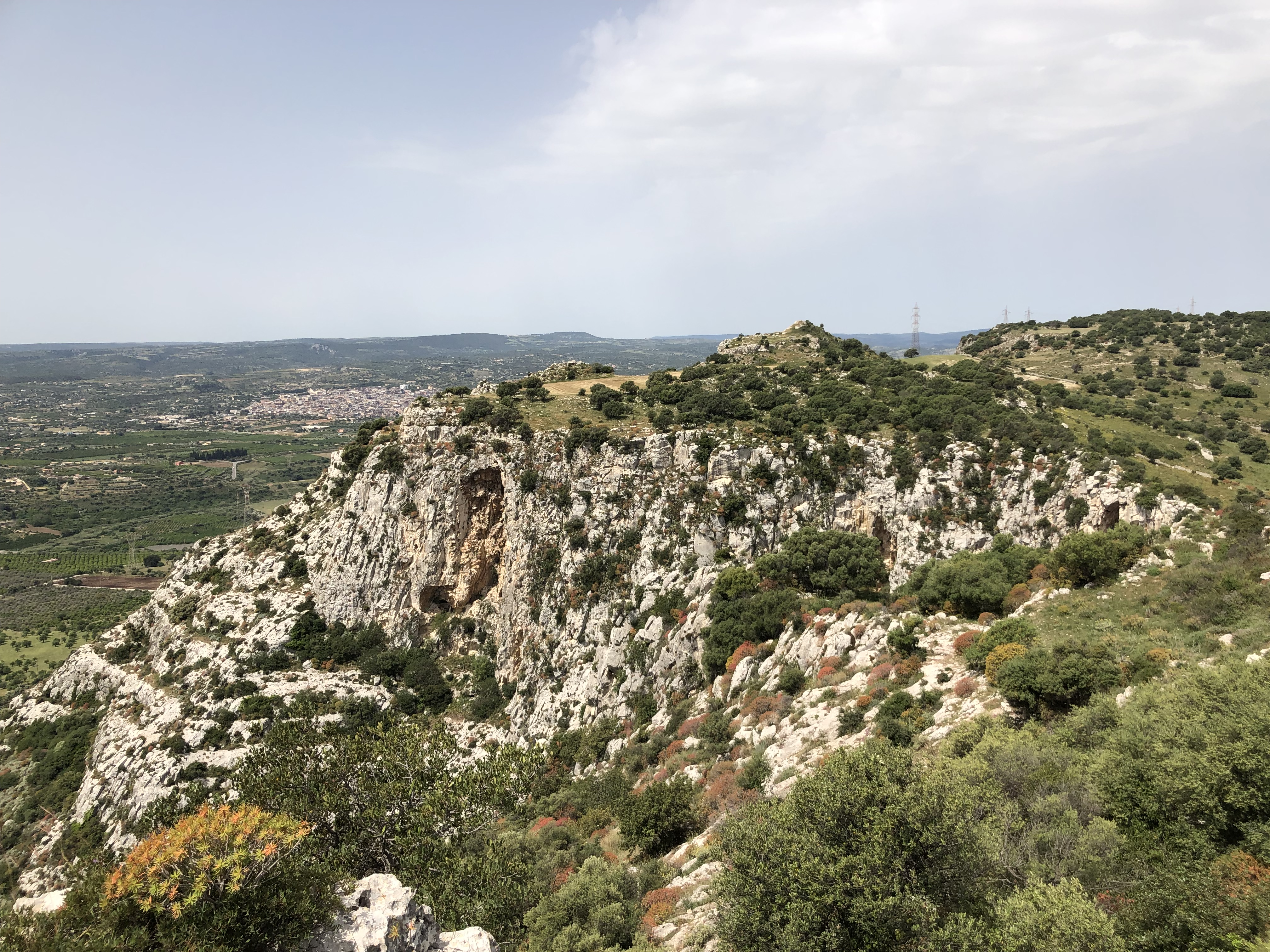
Castellaccio dei Monti Climiti

Il Castelluccio di Climiti è un sito archeologico affascinante su una collina calcarea alta 378 metri, offrendo viste panoramiche della regione circostante: la piana di Floridia, la valle dell'Anapo, Siracusa e i Monti Iblei sud-orientali. Grazie alle ricerche di Paolo Orsi, si è scoperto un insediamento preistorico qui. Intorno alla collina, si trovano resti di un insediamento e una piccola necropoli con tombe risalenti all'età del bronzo antico (2300-1450 a.C.). Si individuano tracce di abitazioni greche, romane e bizantine, ma le informazioni storiche sul castello e sul feudo sono limitate. Il castello di Climiti appartenne a diversi proprietari nel corso dei secoli, ma è stato abbandonato intorno al 1477.
Le mura del castello, quasi completamente leggibili, mostrano un tracciato irregolare con una torre circolare ben conservata in un angolo e tracce di altre mura e una torre quadrangolare. L'accesso principale si trovava sul lato occidentale della collina, facilitando il collegamento con le grotte sottostanti e una scala verso la valle dell'Anapo. Sebbene sia stata rilevata la presenza di un insediamento bizantino tra il VII e VIII secolo, non è chiaro se le strutture murarie del castello siano della stessa epoca. L'impianto planimetrico, la torre circolare e la struttura muraria suggeriscono un'architettura tipica dei castelli feudali del XIV secolo. Si ritiene che il castello sia stato costruito nella seconda metà del XIV secolo. Accanto al castello, si trova un oratorio o cappella con un'architettura datata al periodo basso-medievale, forse costruita nello stesso periodo del castello. L'interno presenta una struttura scavata nella roccia, con una piccola cupola e una banchina lungo i lati senza un'abside vera e propria.

#### Thapsos
L'antico insediamento di Thapsos si trova su un istmo sabbioso che collega la penisola alla terraferma, offrendo una vista panoramica su Priolo, i Monti Climiti, il golfo di Augusta e l'Epipoli di Siracusa. È uno dei siti preistorici più rilevanti della Sicilia e del Mediterraneo, noto per essere un punto chiave della cultura del Bronzo Medio in Sicilia, conosciuta come "faccies di Thapsos".
Anche se non è sicura la presenza di insediamenti nel Bronzo Antico, l'epoca più significativa è il Bronzo Medio (circa 1450-1300 a.C.), evidenziando legami con l'Egeo e il Mediterraneo orientale. Le scoperte archeologiche, incluse le necropoli, mostrano una varietà di manufatti micenei, ciprioti e maltesi, suggerendo la presenza stagionale di intermediari micenei e orientali.
Il sito ha mostrato tre fasi distintive. Nella prima fase (seconda metà del XV-XIV secolo a.C.), il villaggio era composto da capanne circolari e subcircolari, mentre la seconda fase (XIII secolo a.C.) vide una trasformazione in un ambiente proto-urbano con strade, isolati e lotti. La terza fase (XI-X secolo a.C.) ha mostrato una transizione verso capanne più irregolari. Le strutture del sito richiamano le complesse architetture micenee e cipriote, evidenziando un processo evolutivo in molti insediamenti siciliani alla fine del Bronzo Antico. Questo sito continuò ad essere un importante luogo di incontro per il commercio mediterraneo anche nell'ultimo periodo delle sue fasi evolutive.

### Aree naturali

#### Riserva naturale orientata Saline di Priolo

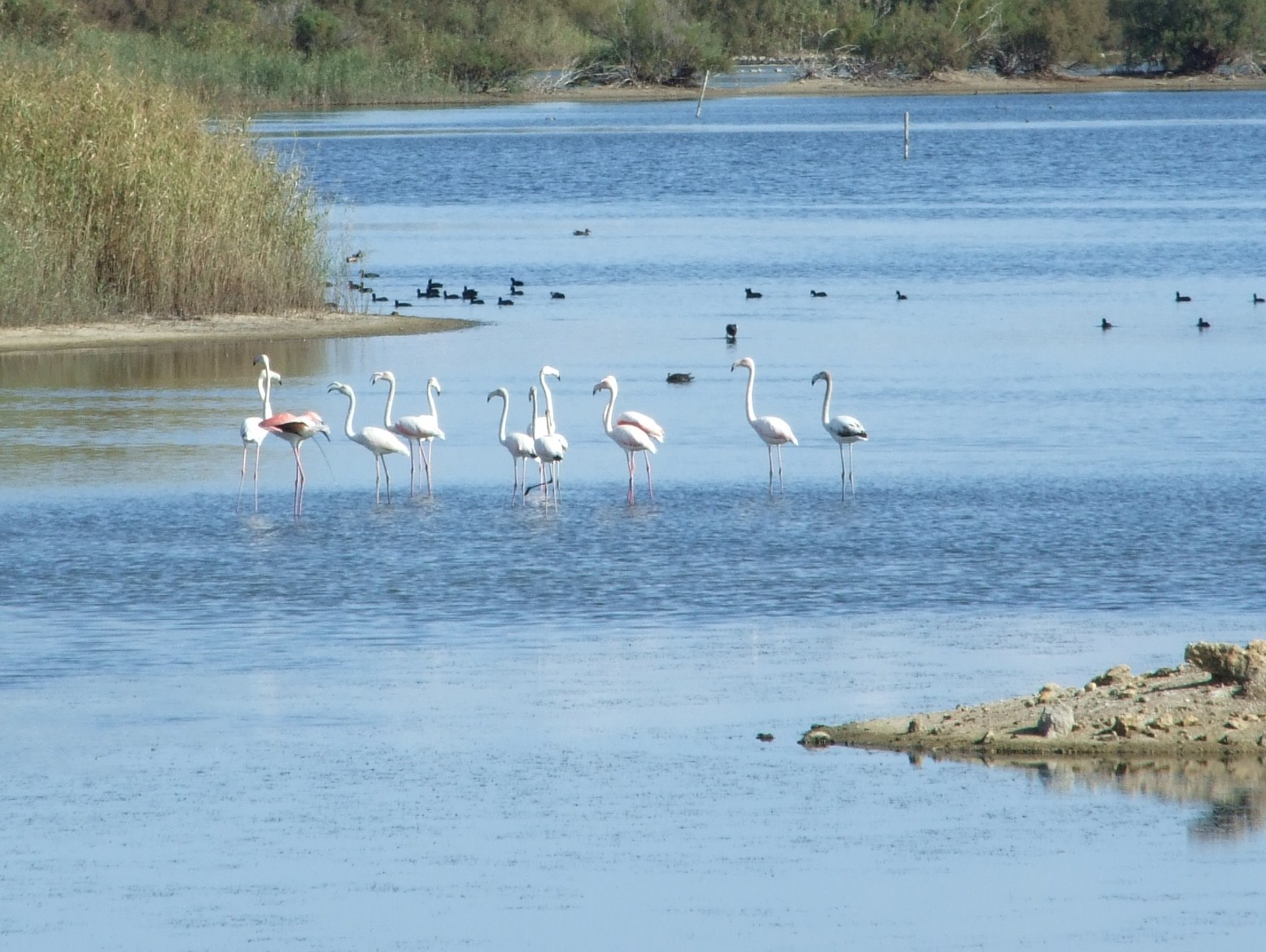
Saline di Priolo

La Riserva Naturale Orientata "Saline di Priolo" è ciò che rimane della storica salina di Magnisi, un'area che un tempo si estendeva per circa 80 ettari ma è stata in gran parte interrata per costruire un depuratore e una centrale Enel. Attualmente si estende su circa 55 ettari, divisi in due zone con diversi livelli di protezione (zona A di 34,5 ettari e zona B di 20 ettari).
Le saline di Magnisi facevano parte delle zone umide sulla costa sud-orientale della Sicilia, una volta produttive e importanti per la conservazione del sale e del tonno nelle vicine tonnare. Si sa che l'attività salina risale al XII secolo, raggiungendo l'apice nel XIX secolo grazie ai commerci con l'Inghilterra.
Nel 2000, la parte restante delle saline è diventata la Riserva naturale orientata Saline di Priolo, principalmente costituita da ampie aree di stagni e aree dove veniva raccolto il sale. Oggi è un habitat per vari animali, soprattutto uccelli, e una destinazione popolare per gli appassionati di birdwatching. La zona umida è cruciale per molte specie migratorie, diventando un'area di rilevanza internazionale per la conservazione degli uccelli. La LIPU, dal 2000, gestisce la riserva, conducendo ricerche scientifiche e censimenti che hanno registrato oltre 200 specie di uccelli, inclusa la rara sterna maggiore. La riserva ha anche osservato i primi casi di nidificazione in Sicilia per alcune specie di anatidi. Altre specie come rettili e anfibi, tra cui il Discoglossus pictus e il Podarcis wagleriana, contribuiscono alla diversità dell'ecosistema della riserva.

## Società

### Evoluzione demografica
Abitanti censiti

## Cultura

### Cinema
Il documentario Sicilia di sabbia di Massimiliano Perrotta dedica un capitolo alla controversa modernizzazione del paese.

### Eventi
- Festa patronale del sant'Angelo custode: 2 ottobre. Dalla costituzione del comune si assiste a un tentativo di recupero dell'importanza di questa ricorrenza. La cittadina si riempie di luminarie ed intorno alla processione si sviluppano manifestazioni e feste.
- Festeggiamenti in onore dell'Immacolata Concezione: 8 dicembre.
- Festeggiamenti in onore di San Foca con spettacolo dei ragazzi e bambini della parrocchia Angelo Custode: Settembre
- Festeggiamenti in onore di San Giuseppe operaio: 1º maggio

## Economia

### ISAB
L'ISAB (Industria Siciliana Asfalti e Bitumi) ha sede in Contrada Biggemi - Fondaco Nuovo, inizialmente nel territorio di Melilli, poi, a partire dal 1979, nel comune autonomo di Priolo Gargallo. La costruzione della raffineria ha suscitato controversie e scandali, ma ha anche contribuito a risolvere problemi occupazionali nella zona. Avviata nel dicembre 1975, l'imponente struttura si estende su un'area di circa 400 ettari con i due siti produttivi "Nord" e "Sud", con oltre 1 000 dipendenti. e con una capacità di raffinazione di 12 milioni di tonnellate all'anno di petrolio grezzo, producendo una vasta gamma di prodotti petrolchimici e carburanti.
L'ISAB si è impegnata a tutelare l'ambiente adottando tecnologie avanzate per limitare l'inquinamento sia sotterraneo che atmosferico. Ha ridotto le emissioni atmosferiche grazie all'uso di gas combustibile a basso contenuto di zolfo e ha ricevuto il premio ENEA "Industria ed Ambiente" per questo impegno. Successivamente, nel 1995, l'ERG insieme alla Edison Mission Energy ha fondato l'ISAB Energy, un impianto che impiega 170 persone e produce energia elettrica utilizzando i residui della raffinazione. Questo impianto è in grado di produrre circa 512 MW all'anno, venduti all'Enel.
L'ISAB Energy ha introdotto tecnologie innovative per trattare i rifiuti di raffinazione, convertendoli in energia elettrica e zolfo liquido, recuperando anche metalli come vanadio e nichel. La raffineria è stata considerata come una nuova realtà industriale per la provincia di Siracusa nel giornale "La Sicilia" del 14 marzo 2000, una sorta di raffineria per il terzo millennio.

### Centrale solare termodinamica Archimede

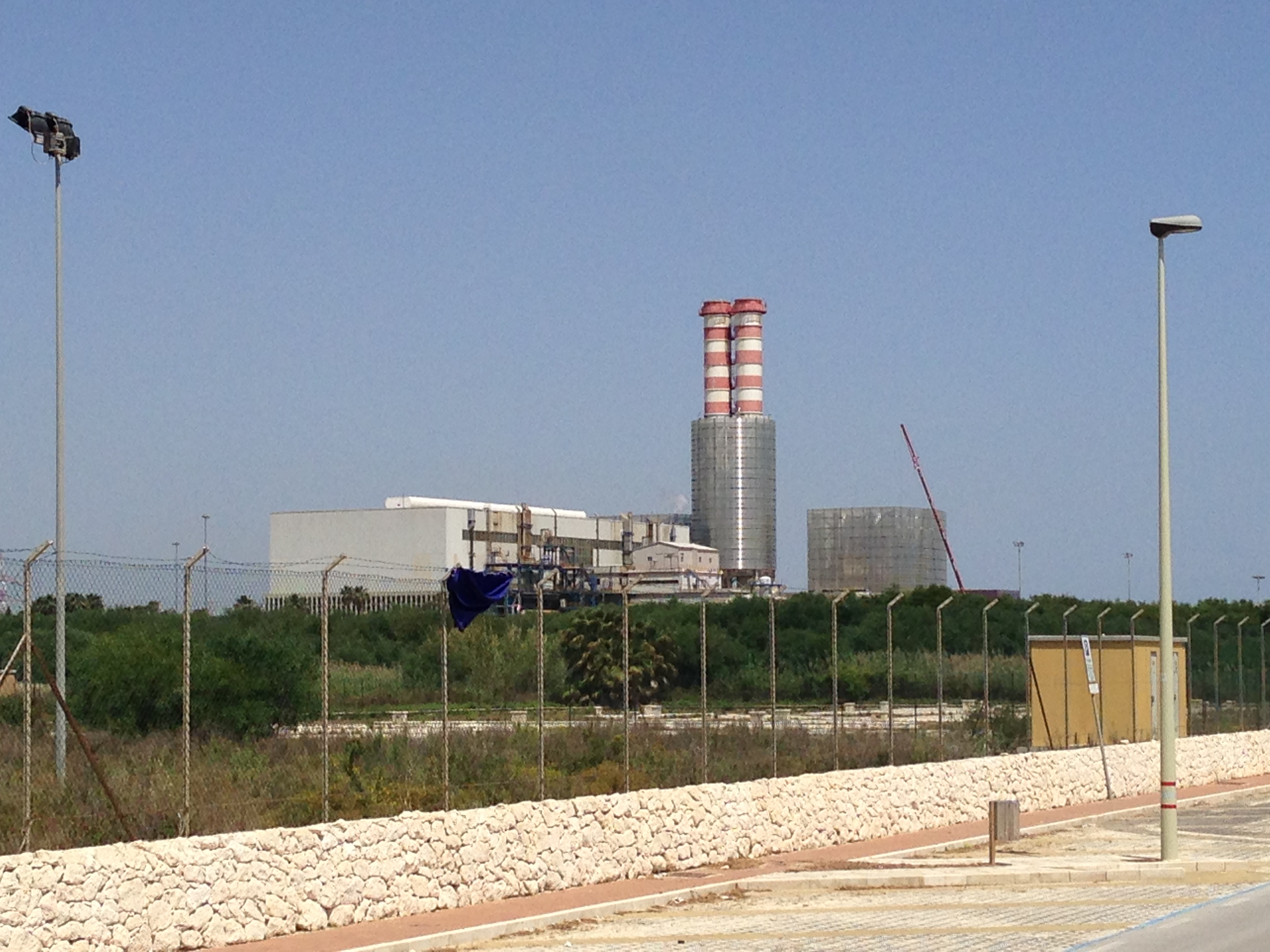
Centrale solare termodinamica Archimede

Il 15 luglio 2010 è stata inaugurata la Centrale solare termodinamica Archimede, un piccolo impianto sperimentale che unisce il gas alla tecnologia a sali fusi.

## Amministrazione
Di seguito è presentata una tabella relativa alle amministrazioni che si sono succedute in questo comune.
| Periodo           | Periodo          | Primo cittadino      | Partito              | Carica          | Note   |
| ----------------- | ---------------- | -------------------- | -------------------- | --------------- | ------ |
| 7 giugno 1988     | 5 luglio 1990    | Giuseppe Gianni      | Democrazia Cristiana | Sindaco         | [ 16 ] |
| 10 luglio 1990    | 22 luglio 1991   | Giuseppe Gianni      | Democrazia Cristiana | Sindaco         | [ 16 ] |
| 5 agosto 1991     | 15 maggio 1992   | Sebastiano Di Pietro | Democrazia Cristiana | Sindaco         | [ 16 ] |
| 27 settembre 1992 | 7 agosto 1993    | Rodolfo Casarubea    |                      | Comm. regionale | [ 16 ] |
| 24 novembre 1993  | 15 dicembre 1997 | Girolamo Radino      | la rete-mov.dem.     | Sindaco         | [ 16 ] |
| 15 dicembre 1997  | 1º aprile 1998   | Giuseppe Gianni      | centro-destra        | Sindaco         | [ 16 ] |
| 14 dicembre 1998  | 27 maggio 2003   | Massimo Toppi        | centro-sinistra      | Sindaco         | [ 16 ] |
| 27 maggio 2003    | 1º luglio 2008   | Massimo Toppi        | lista civica         | Sindaco         | [ 16 ] |
| 1º luglio 2008    | 12 giugno 2013   | Antonello Rizza      | lista civica         | Sindaco         | [ 16 ] |
| 12 giugno 2013    | 16 ottobre 2017  | Antonello Rizza      | Forza Italia         | Sindaco         | [ 16 ] |
| 10 febbraio 2018  | 9 giugno 2018    | Santo Gozzo          |                      | Vicesindaco     | [ 16 ] |
| 10 giugno 2018    | 16 gennaio 2023  | Giuseppe Gianni      | Centro-destra        | Sindaco         | [ 16 ] |
| 17 gennaio 2023   | 29 maggio 2023   | Vincenzo Raitano     |                      | Comm. regionale | [ 16 ] |
| 30 maggio 2023    | in carica        | Giuseppe Gianni      | Priolo Cambia        | Sindaco         | [ 16 ] |

### Gemellaggi
- New Britain[17]
- Oława

## Sport

La squadra di pallacanestro femminile della, vincitrice della Coppa dei Campioni 1989-1990.

### Calcio
La squadra di calcio è l'FC Priolo Gargallo Calcio che milita nel girone D siciliano di Promozione. È nata nel 2010.

### Pallacanestro
Si segnala la locale squadra di pallacanestro femminile, la Trogylos Priolo, detentrice di due scudetti nazionali.

### Pallavolo
La squadra di pallavolo è la Angelo Custode di Priolo Gargallo.